# 梅林宏道
梅林 宏道（うめばやし ひろみち、1937年9月1日 - ）は、平和運動家。NPO法人ピースデポ代表。工学博士。兵庫県洲本市出身。

## 略歴
- 1937年　兵庫県洲本市の浄土真宗本願寺派浄光寺に次男として生まれる。
- 1956年　兵庫県立洲本高等学校卒業。
- 1965年　東京大学数物系大学院博士課程修了。
- 1972年　相模原の戦車闘争に参加したことがきっかけで市民運動「ただの市民が戦車を止める会」を友人らと結成[1]。
- 1980年　太平洋軍備撤廃運動（PCDS）を結成、国際コーディネーターに就任。

ほか、核軍縮議員ネットワーク（PNND）東アジア・コーディネーターなどを務める。

## 著書
- 『抵抗の科学技術』（技術と人間、1982年）
- 『情報公開法でとらえた在日米軍』（高文研、1992年）
- 『アジア米軍と新ガイドライン』（岩波ブックレット、1998年）
- 『在日米軍』（岩波新書、2002年）
- 『米軍再編―その狙いとは』（岩波ブックレット、2006年）
- 『在日米軍――変貌する日米安保体制』（岩波新書、2017年）
- 『北朝鮮の核兵器――世界を映す鏡』（高文研、2021年）

## 翻訳
- クリスチナ・ツェ「香港電子企業の見えざる管理―フェアチャイルドの労務管理(1)」「韓国電子企業の見えざる管理―フェチャイルドの労務管理(2)」「多国籍企業の労務戦略―フェアチャイルドの労務管理(3)」（『技術と人間』1981.8･9･10）
- Z.A.メドベージェフ『ウラルの核惨事』（技術と人間、1982年）
- ロバート・D・グリーン『核兵器廃絶への新しい道――中堅国家構想』（高文研、1999年）
- ロバート・D・グリーン『検証「核抑止論」――現代の「裸の王様」』（安部純子との共訳、梅林による補章「問われる日本」が付加されている、高文研、2000年）

## 論文・エッセー等
- 「科学技術者――その認識と存在の位置」（『技術と人間』1975.1、『抵抗の科学技術』に所収）
- 「水戸巌氏の反論に応えて」（『技術と人間』1975.6、1975年3月号の同誌に載った水戸巌「『科学技術者の利害性』をめぐって」への応答）
- 「科学的実践の枠組み自体の変革へ――『科学論』の現代的課題」（『技術と人間』臨時増刊号、1980.6）

- 「金大中氏裁判と日本」（『技術と人間』、1981.2）
- 「抵抗する科学技術者とは――技術者との討論」（『技術と人間』、1981.11）
- 「願望は力にかえうるか――光州民衆決起二周年の日のダイ・イン」（『技術と人間』、1982.8）
- 「科学技術立国と第三世界」（『技術と人間』臨時増刊号、現代技術史研究会編「ハイテク社会への警告」、1984.10）
- 「たたかいにおける中間的目標設定の大切さ」（『技術と人間』、1986.2）
- 「日本にも吹き荒れた『砂漠の嵐』――ドキュメント・湾岸戦争と在日米軍」（臨時増刊『世界――総決算・湾岸戦争』、岩波書店、1991.10）
- 「国防拡散対抗構想（Defense Counterproliferation Initiative）」（核拡散問題研究会『核兵器不拡散条約の延長についての意見』、梅林の他、大塚益比古、小川岩雄、小沼通二、菅沼淳一、立花昭、服部学、伏見康治、藤島宇内、　山田英二の諸氏が参加した研究会の報告書、「NPTの無期限延長を認めるべきではない」との結論が述べられている。当時の議論を知るのに貴重な文献。1995年）
- 「核軍縮の現状と日本の役割」（日本平和学会『平和研究』第24号、早稲田大学出版部、1999年）

- 「NGOの役割――日本を念頭において――」（広島平和研究所編『21世紀の核軍縮―広島からの発信』第18章、法律文化社、2002年）
- 「これはもはや『在日米軍』ではない」（インタビュー、『世界』岩波書店、2005.12）
- 「ミサイル防衛――『集団的自衛権』行使への仕掛け」（『世界』岩波書店、2007.4）
- 「核兵器と非核兵器地帯」「包括的核実験禁止条約」（編集代表 加藤尚武『応用倫理学事典』の項目執筆、丸善株式会社、2008年）
- 「朝鮮半島において国連憲章を具現せよ――対話による解決の意義とその可能性」（『世界』岩波書店、2018.4）
- 「北東アジア新秩序へ――非核兵器地帯化への積極関与を」（『世界』岩波書店、2018.9）

## ピースデポの文献(梅林監修）
- 『核軍縮と非核自治体●1998』（前田哲男との共監修、平和資料協同組合(ピースデポ)、1998年）
- 『核軍縮と非核自治体●1999』（前田哲男との共監修、平和資料協同組合(ピースデポ)、1999年）
- 『核軍縮と非核自治体●2000』（前田哲男との共監修、「核軍縮概観1999.1‐2000.5」「『究極的核廃絶』から『完全廃棄の明確な約束』へ――核不拡散条約(NPT)2000年再検討会議[川崎哲との共同執筆]」、NPO法人ピースデポ、2000年）
- 『核軍縮と非核自治体●2001』（前田哲男との共監修、「核軍縮概観2000.1-2001.5」「NPT13項目合意と日本」、NPO法人ピースデポ、2001年）
- 『核軍縮と非核自治体●2002』（前田哲男との共監修、「核軍縮概観2001.1-2002.5」「米国の核態勢見直し（NPR）」、NPO法人ピースデポ、2002年）
- 『イアブック 核軍縮・平和・自治体 2004』（「『法の支配』回復への手探り」「モデル『東北アジア非核兵器地帯条約』執筆、NPO法人ピースデポ、2004年）
- 『イアブック 核軍縮・平和 2005―市民と自治体のために』（「核軍縮：2004年の概観 [2004年1月－2005年4月] 3重の危機と新しい模索」「在日米軍再編と在日米軍」、NPO法人ピースデポ、2005年）
- 『イアブック 核軍縮・平和 2006―市民と自治体のために』（「核軍縮：2005年の概観 [2005年1月－2006年3月] 被爆60年、3重の危機つづく」「平和主義と米軍再編」、NPO法人ピースデポ、2006年）
- 『イアブック 核軍縮・平和 2007―市民と自治体のために』（「核軍縮：2006年の概観 [2006年1月－2007年3月] 凍土に緑は育たない」NPO法人ピースデポ、2007年）
- 『イアブック 核軍縮・平和 2008―市民と自治体のために』（「核軍縮：2007年の概観 [2007年1月－2008年3月] 行方に2つの灯火」「核軍縮、中堅国家構想の挑戦―2010年に向けて」NPO法人ピースデポ、2008年）
- 『イアブック 核軍縮・平和 2009‐10―市民と自治体のために』（「核軍縮：2008-9年の概観 [2008年1月－2009年12月] 〈好機〉を掴むー重要な市民社会の役割」NPO法人ピースデポ、2010年）
- 『イアブック 核軍縮・平和 2011―市民と自治体のために』（「核軍縮：2010年の概観 [2010年1月－12月] NPT再検討会議の成果を活かす―人道原理の再構築が必要」「福島事態と核兵器[湯浅一郎との共同執筆]」NPO法人ピースデポ、2011年)
- 『イアブック 核軍縮・平和 2012―市民と自治体のために』（「核軍縮：2011年の概観 [2011年1月－12月] 停滞する核軍縮の流れの中で、革新的な挑戦が続く」NPO法人ピースデポ、2012年）
- 『イアブック 核軍縮・平和 2018―市民と自治体のために』（「朝鮮半島の非核化と日本—北東アジア非核兵器地帯への好機」NPO法人ピースデポ、2018年）
- 『ピース・アルマナック2020—核兵器と戦争のない地球へ』（第3章 核軍縮・不拡散：米国、ロシア、中国「解題：核強国を競う米国とロシアの責任は極めて大きい」ピースデポ・アルマナック刊行委員会、緑風出版、2020年）

## 映画
- 戦車闘争 (映画) - （2020年12月公開 ドキュメンタリー映画[2]）